# Ernst Wansley
Pour les articles homonymes, voir Wansley.
Ernst Wansley, né le 4 février 1956, à Anderson, en Caroline du Sud, est un ancien joueur américain de basket-ball. Il évolue durant sa carrière au poste de pivot.